# Блумов синдром
Блумов синдром (енгл. Bloom syndrome) је ретка болест коже која се наслеђује аутозомно-рецесивно.
Карактерише се фотоосетљивошћу коже на Сунчево ултравиолетно зрачење, имунодефицијенцијом и раном појавом разних тумора.
Просечни животни век оболелих је око 20 година.

## Симптоми
- Оболели су ниског раста
- Промене на лицу и глави: долихоцефалија, шпицаст нос, глас је висок и танак (као код деце)...
- Поремећаји интелигенције
- Промене на кожи: телеангиектазије (проширења крвних судова) на изложеним деловима коже, хипопигментација и хиперпигментација појединих делова коже, Cafe-au-lait флеке (флеке боје беле кафе)...
- Системски поремећаји: дијабетес, хипогонадизам, неплодност (инфертилитет), слабост имунитета...
- Тумори који се јављају рано, посебно: лимфоми, аденокарциноми дебелог црева (рак дебелог црева), рак једњака, рак слузокоже усне дупље...

## Узрок
Ово обољење је генетички условљено, а ради се о поремећају механизма репарације ДНК молекула. Узрок је мутација гена на хромозому 15 q26 (видети Хромозом 15 (човек)).
Хромозоми су склони разним аномалијама: делецијама, размнени нехомологих делова...

## Слична обољења
Болест је слична Блумовом синдрому, али су тегобе блаже.
Карактерише се телеангиектазијама, хиперпигментацијом и хипопигментацијом коже, поремећајима ноктију. Јављају се и катаракта, аномалије скелета, тумори (ређе него код Блумовог синдрома).

## Друге болести изване грешкама у репарацији ДНК
- Атаксија-телеангиектазија
- Ксеродерма пигментозум
- Кокејнов синдром
- Фанконијева анемија
- Триходистрофија